# Teenage Doll
Teenage Doll is een Amerikaanse misdaadfilm uit 1957 onder regie van Roger Corman.

## Verhaal
Een groepje vrouwelijke jeugdcriminelen moet met lede ogen toezien hoe een van hun bendeleden vermoord wordt. Ze geloven dat zij is omgebracht door een rivaliserende bende en ze besluiten hun een lesje te leren.

## Rolverdeling
| Acteur             | Personage           |
| ------------------ | ------------------- |
| June Kenney        | Barbara Bonney      |
| Fay Spain          | Helen               |
| John Brinkley      | Eddie Rand          |
| Colette Jackson    | May                 |
| Barbara Wilson     | Betty Herne         |
| Ziva Rodann        | Eva                 |
| Sandra Smith       | Lori                |
| Barboura Morris    | Janet               |
| Richard Devon      | Rechercheur Dunston |
| Jay Sayer          | Wally Tomasek       |
| Richard H. Cutting | Phil Herne          |
| Dorothy Neumann    | Estelle Bonney      |
| Ed Nelson          | Dutch               |
| Bruno VeSota       | Dikke getuige       |
| Paul Bryar         | Vader van Helen     |